# Haywardina obscura
Haywardina obscura är en tvåvingeart som beskrevs av Allen L.Norrbom 1994. Haywardina obscura ingår i släktet Haywardina och familjen borrflugor. Inga underarter finns listade i Catalogue of Life.